# 161 v.Chr.
161 v.Chr. is een jaartal volgens de christelijke jaartelling.

## Gebeurtenissen

### Italië
- Marcus Valerius Messalla en Gaius Fannius Strabo zijn consul in het Imperium Romanum. Uitwijzing van de filosofen en rhetoren.

### Egypte
- Ptolemaeus VIII Euergetes II stuurt gezanten naar Rome om de Senaat te overtuigen Cyprus in te nemen. Na een mislukte poging om het eiland te bezetten, wijzen de Romeinen het voorstel af.

### Carthago
- Tripolitanië wordt volgens de vredesbepalingen met Carthago, bij het Numidische koninkrijk van Massinissa ingelijfd.

### Perzië
- Timarchus, verklaart zich onafhankelijk van het Seleucidenrijk en laat zich tot koning van Medië uitroepen. Hij voert een veldtocht tegen Demetrius I Soter en verovert het gebied ten westen van Babylon.

### Palestina
- Judas de Makkabeeër raakt in conflict met de Hellenistische partij in Judea, er ontstaat een burgeroorlog die het land verzwakt. De Joodse opstandelingen sluiten een vredesverdrag met Rome.
- Alkimus, de hogepriester in Jeruzalem, laat 60 Joden in het openbaar executeren. Hij vlucht naar Antiochië. Demetrius I stuurt een Grieks-Syrisch leger om de opstand te onderdrukken. De opstandelingen, onder leiding van Judas Makkabeüs, verslaan de Seleuciden in de slag bij Adasa.

### Sri Lanka
- Koning Dutthagamani (161 - 137 v.Chr.) neemt de macht over van de Tamils en regeert over Sri Lanka.

## Geboren
- Cleopatra III (~161 v.Chr. - ~101 v.Chr.), koningin van Egypte
- Demetrius II Nicator (~161 v.Chr. - ~125 v.Chr.), koning van het Seleucidenrijk (Syrië)